# René Debenne
René Debenne, né le 26 avril 1914 à Colombes et mort le 16 février 2012 à Béziers,, est un coureur cycliste français. 

## Biographie
Professionnel entre 1935 et 1949, René Debenne a notamment remporté une étape de Tour d'Italie et de Paris-Nice. 

## Palmarès

### Palmarès amateur
- 1933
  - Paris-Évreux
  - 2e de Paris-Châteauroux
  - 2e de Paris-Rouen
  - 3e de Paris-Orléans
  - 6e du championnat du monde sur route amateurs
- 1934
  - Paris-Évreux
  - Paris-Dieppe
  - Paris-Soissons
  - Tour du Doubs
  - 3e étape du GP Wolber indépendants
  - 2e du GP Wolber indépendants
  - 2e de Paris-Gien

### Palmarès professionnel
- 1935
  - Circuit des Deux-Sèvres :
    - Classement général
    - 2e étape

  - 13ea étape du Tour d'Italie
- 1936
  - 2e du Critérium des As
  - 2e du Grand Prix d'Espéraza
  - 3e du Circuit de l'Allier
  - 6e de Paris-Nice
- 1937
  - 1re étape de Paris-Saint-Jean-d'Angély[3]
- 1938
  - 4e étape de Paris-Nice
  - 2e étape du Circuit du Maine-et-Loire[2]
  - 2e du Critérium des As
  - 2e du Circuit du Maine-et-Loire
  - 2e de Nantes-Les Sables-d'Olonne
- 1939
  - 1re étape du Circuit du Morbihan
- 1941
  - Paris-Caen
- 1942
  - 2e de Paris-Nantes

## Résultats sur les grands tours

### Tour de France
1 participation
- 1935 : abandon (9e étape)

### Tour d'Italie
1 participation
- 1935 : 15e, vainqueur de la 13ea étape